# Коле Бријанца
Коле Бријанца (итал. Colle Brianza) је насеље у Италији у округу Леко, региону Ломбардија.
Према процени из 2011. у насељу је живело 1464 становника. Насеље се налази на надморској висини од 561 м.

## Становништво
| 1936. | 1951. | 1961. | 1971. | 1981. | 1991. | 2001. | 2011. |
| ----- | ----- | ----- | ----- | ----- | ----- | ----- | ----- |
| 1.568 | 1.460 | 1.161 | 1.004 | 1.098 | 1.221 | 1.464 | 1.736 |